# Glándulas endocrinas
Las glándulas endocrinas son un conjunto de glándulas que producen sustancias mensajeras llamadas hormonas, vertiéndolas sin conducto excretor, directamente a los capilares sanguíneos, que las llevan a las células blancas, para que realicen su función. También se llama órgano blanco, regulado por hormonas.

## Etimología
A Greek-English Lexicon (1940): el sentido que se pretende es "que vierte hacia dentro".

## Principales glándulas endocrinas
Las principales glándulas que componen el sistema endocrino son: 
- La glándula tiroides.
- La hipófisis.
- La glándula pineal.
- Las glándulas suprarrenales.
- Los testículos.
- Los ovarios.
- Las paratiroides.
- El hipotálamo.
- El páncreas.
- El timo.

Según este concepto, también son glándulas endocrinas, los riñones al producir eritropoyetina, el hígado, el mismo intestino, los pulmones y otros órganos que producen hormonas que actúan a distancia.
Las enfermedades endocrinas ocurren en los casos en que hay muy baja secreción (hiposecreción) o demasiada alta secreción (hipersecreción) de una hormona.
Estas glándulas mandan las hormonas vía torrente sanguíneo, tal como lo hace el páncreas,órgano que secreta insulina, el cual regula los niveles de azúcar.
Estas glándulas, además de transportar hormonas ayudan, dependiendo de su tamaño y peso, a aumentar el colesterol del organismo.

## Glándulas endocrinas y sus hormonas
| Glándula endocrina                                                         | hormonas                                                    | Órgano sobre el que actúa                                    | Acción principales |
| -------------------------------------------------------------------------- | ----------------------------------------------------------- | ------------------------------------------------------------ | --- |
| Hipotálamo (producción) Hipófisis, hipófisis (almacenamiento y liberación) | Oxitocina                                                   | Útero                                                        | Estimula las contracciones |
| Hipotálamo (producción) Hipófisis, hipófisis (almacenamiento y liberación) | Oxitocina                                                   | Glándulas mamarias                                           | Estimula la expulsión de leche hacia los conductos |
| Hipotálamo (producción) Hipófisis, hipófisis (almacenamiento y liberación) | Hormona antidiurética (vasopresina)                         | Riñones (conductos colectores)                               | Estimula la reabsorción de agua; conserva agua |
| Hipófisis (producción) Lóbulo anterior de la hipófisis                     | Hormona del crecimiento (GH)                                | General                                                      | Estimula el crecimiento al promover la síntesis de proteínas |
| Hipófisis (producción) Lóbulo anterior de la hipófisis                     | Prolactina                                                  | Glándulas mamarias                                           | Estimula la producción de leche |
| Hipófisis (producción) Lóbulo anterior de la hipófisis                     | Hormona estimulante del tiroides (TSH)                      | tiroides                                                     | Estimula la secreción de hormonas tiroideas; estimula el aumento de tamaño del tiroides. |
| Hipófisis (producción) Lóbulo anterior de la hipófisis                     | Hormona adrenocorticotrópica (ACTH)                         | Corteza suprarrenal                                          | Estimula la secreción de hormonas corticosuprarrenales |
| Hipófisis (producción) Lóbulo anterior de la hipófisis                     | Gonadotropinas (foliculoestimulante, FSH; luteinizante, LH) | Gónadas                                                      | Estimula el funcionamiento y crecimiento gonadales |
| Tiroides                                                                   | Tiroxina (T4) y triyodotironina (T3)                        | General                                                      | Estimulan el metabolismo; esencial para el crecimiento y desarrollo normal |
| Tiroides                                                                   | Calcitonina                                                 | Hueso                                                        | Reduce la concentración sanguínea de calcio inhibiendo la degradación ósea por osteoclastos |
| Glándulas paratiroides                                                     | Hormona paratiroidea                                        | Hueso, riñones, tubo digestivo                               | Incrementa la concentración sanguínea de calcio estimulando la degradación ósea; estimula la reabsorción de calcio por los riñones; activa la vitamina D                                                                    |
| Islotes de Langerhans del páncreas                                         | Insulina                                                    | General                                                      | Reduce la concentración sanguínea de glucosa facilitando la captación y el empleo de ésta por las células; estimula la glucogenogénesis; estimula el almacenamiento de grasa y la síntesis de proteína                      |
| Islotes de Langerhans del páncreas                                         | Glucagón                                                    | Hígado, tejido adiposo                                       | Eleva la concentración sanguínea de la glucosa estimulando la glucogenólisis y la gluconeogénesis; moviliza la grasa |
| Médula suprarrenal                                                         | Adrenalina y noradrenalina                                  | Músculo, miocardio, vasos sanguíneos, hígado, tejido adiposo | Ayuda al organismo a afrontar el estrés; incrementa la frecuencia cardíaca, la presión arterial, la tasa metabólica; desvía el riego sanguíneo; moviliza grasa; eleva la concentración sanguínea de azúcar.                 |
| Corteza suprarrenal                                                        | Mineralocorticoides (aldosterona)                           | Túbulos renales                                              | Mantiene el equilibrio de sodio y fosfato |
| Corteza suprarrenal                                                        | Glucocorticoides (cortisol)                                 | General                                                      | Ayuda al organismo a adaptarse al estrés a largo plazo; eleva la concentración sanguínea de glucosa; moviliza grasa |
| Glándula pineal                                                            | Melatonina                                                  | Gónadas, células pigmentarias, otros tejidos                 | Influye en los procesos reproductivos en cricetos y otros animales; pigmentación en algunos vertebrados; puede controlar biorritmos en algunos animales; puede ayudar a controlar el inicio de la pubertad en el ser humano |
| Ovario                                                                     | Estrógenos (estradiol)                                      | General; útero                                               | Desarrollo y mantenimiento de caracteres sexuales femeninos, es crecimiento del revestimiento uterino |
| Ovario                                                                     | Progesterona                                                | Útero; mama                                                  | Estimula el desarrollo del revestimiento uterino. |
| Testículos                                                                 | Testosterona                                                | General; estructuras reproductivas                           | Desarrollo y mantenimiento de caracteres sexuales masculinos; promueve la espermatogénesis; produce el crecimiento en la adolescencia                                                                                       |
| Testículos                                                                 | Inhibina                                                    | Lóbulo anterior de la hipófisis                              | Inhibe la liberación de FSH |